# Hemy
Hemy is een historisch merk van hulpmotoren.
Dit Franse bedrijf presenteerde in 1946 een 34cc-hulpmotor.
Deze werd onder in een fietsframe gemonteerd en had drie versnellingen. Er was ook een 34cc-gemotoriseerde fiets met kettingaandrijving die echter geen versnellingen had. Hierbij zat het blokje boven het voorwiel. Beide modellen bleven tot 1951 in de handel. Van 1948 tot 1954 leverde Hemy bovendien een 48cc-tweetaktmotor met drie versnellingen.